# Bratca
Bratca is een Roemeense gemeente in het district Bihor.
Bratca telt 5246 inwoners.